# Avenir sportif de La Marsa (basket-ball)
L'Avenir sportif de La Marsa est un club tunisien de basket-ball rattaché au club omnisports du même nom.

## Historique
Il dispute quatre finales du championnat de Tunisie masculin de basket-ball perdues toutes les quatre contre l'Union sportive radésienne en 1965, l'Espérance sportive de Tunis en 1977 et 1978 et l'Étoile sportive du Sahel en 1981.
L'ASM fait naître plusieurs joueurs internationaux comme Saleh Gableoui, Amine Maghrebi, Mohamed Cheniti, Naceur Mamlouk, Helmi Bouali et Ridha Ben Abdellah. Il a aussi donné des joueurs à d'autres clubs, comme Hatem Mamlouk et Amine Maghrebi (Club africain), Salah Gableoui (Étoile sportive goulettoise), Ridha Ben Abdellah (Espérance sportive de Tunis), Seifallah Sahli et Issam Ben Slimane (Club sportif des cheminots), ainsi que Khalil Ayachi (Étoile sportive de Radès).

## Écusson

Logo ancien.
Logo actuel.

## Palmarès
| National                                                                                    |
| ------------------------------------------------------------------------------------------- |
| - Championnat de Tunisie masculin de basket-ball (0) : - Finaliste : 1965, 1977, 1978, 1981 |

## Anciens joueurs
- Borhane Errais
- Amine Maghrebi